# Zehnacker-Gruppe
Die Zehnacker-Gruppe ist eine ehemals unabhängige Unternehmensgruppe im Bereich Facilitymanagement mit Sitz in Singen in Baden-Württemberg. Seit 2009 ist Zehnacker Teil des französischen Sodexo-Konzerns.

## Geschichte
Albert Venedai Zehnacker studierte zunächst Rechtswissenschaften in Breslau. 1929 machte er sich in Koberwitz nahe Breslau selbständig, bevor er 1933 nach Singen zog. Dort lernte er Elisabeth Burkart, geb. Gromotka, kennen. Damals war Elisabeth Burkart noch mit Albert Burkart verheiratet und hatte drei Kinder mit ihm. Albert Burkart starb 1934. Im Juni 1947 ließen sich Albert Venedai und Elisabeth Zehnacker scheiden. Elisabeth erhielt im Zuge der rechtlichen Vereinbarungen als Abfindung die Firma zugesprochen, die sie von diesem Zeitpunkt an unter dem Namen Zehnacker zunächst alleine weiterführte.
Nach dem Krieg wurde das Unternehmen Zehnacker 1949 in die Handwerksrolle der Handwerkskammer Konstanz eingetragen. Die 1950er und 1960er Jahre waren vom Auf- und Ausbau des Unternehmens am Standort Singen unter Leitung von Elisabeth Zehnackers Sohn, Albert Rolf Burkart, geprägt. Im Jahre 1972 erfolgte der Schritt ins Ausland, die Gründung der Zehnacker-Unternehmensgruppe in Österreich. Im Jahr 1982 beschäftigte das Unternehmen 2.000 Mitarbeiter. 
Im April 2004 nahm der deutsche Private-Equity-Investor Odewald & Cie eine 45 % Beteiligung neben der Familie Burkart. Im Frühjahr 2006 erwarb die Zehnacker-Gruppe die GA-tec Gebäude- und Anlagentechnik GmbH mit Hauptsitz in Heidelberg, im Winter desselben Jahres folgte eine Mehrheitsbeteiligung beim privaten Pflegeheimbetreiber der Vitanas-Gruppe in Berlin.
Im Dezember 2008 gaben die Gesellschafter den Verkauf einer 90 % Mehrheit am Kapital an Sodexo bekannt; Odewald und die Familie Burkart hielten zunächst die verbleibenden 10 %. Im Rahmen des Verkaufs an Sodexo, wurde der Bereich Vitanas (Altenpflege) wieder herausgelöst und von der Familie Burkart erworben.
2009 wurde das Unternehmen von der französischen Sodexo-Gruppe übernommen und 2015 vollständig in diese integriert.